# Барбаш, Габриэль
Габи (Ицхак Габриэль) Барбаш (ивр. גבי (יצחק גבריאל) ברבש; родился 13 сентября 1949) — израильский профессор, генеральный директор медицинского центра имени Сураски (Госпиталь «Ихилов»), в прошлом гендиректор Министерства здравоохранения Израиля.

## Биография
Родился в Тель-Авиве. После окончания школы в 1969 году продолжил обучение в рамках программы академического резерва ЦАХАЛа на кафедре медицины Иерусалимского Государственного Университета.
Проходил стажировку в медицинском центре имени Сураски (1980—1984), в отделении кардиологии больницы Beth Israel в Бостоне, США (1985—1986). Продолжил обучение в Гарвардском Университете по специализации общественная медицина.
В 1993 году после руководящих должностей в больнице имени Х.Шиба, был назначен на должность генерального директора медицинского центра имени Сураски. За время своей работы значительно увеличил количество ставок врачей, переманив специалистов из других лечебных учреждений, увеличил помещение приёмного покоя.
В 1996 году был назначен на должность генерального директора министерства здравоохранения. В 1999 году подал в отставку и вернулся на должность генерального директора центра им. Сураски. С 2001 года является штатным профессором на факультете эпидемиологии и профилактической медицины.
С 1998 по 2000 гг. занимал должность председателя Национального израильского центра трансплантаций.

### Личная жизнь и взгляды
Женат, имеет троих детей. 
Барбаш родился в Тель-Авиве в семье Хайи, урождённой Радзинер, внучки Элиэзера Клонского, и инженера-гидротехника Шнеора Залмана Барбаша.  Он потомок Ребе Шнеора Залмана из Ляд, основателя хабадского хасидизма.
Один из немногих в Израиле сторонников принудительного вакцинирования граждан против ковида-19, о чём сообщил уже после ухода в отставку с поста Генерального директора административного сектора Минздрава, вызвав негодование у значительной части граждан.